# KBS 뉴스 930 울산
《KBS 뉴스 930 울산》은 KBS 울산 1TV에서 매주 평일 오전 9시 45분에 방송 중인 울산 지역 뉴스 프로그램이다.

## 개요
KBS 울산 뉴스 930으로 읽는다.

## 앵커
| 대수 | 진행자             | 진행 기간                         | 비고 |
| ---- | ------------------ | --------------------------------- | ---- |
| 1대  | 박수연 前 아나운서 | 일자 미상 ~ 2021년 7월 21일       |      |
| 임시 | 김희윤 기상 캐스터 | 2021년 7월 22일 ~ 2021년 7월 23일 |      |
| 2대  | 정수민 아나운서    | 2021년 7월 26일 ~ 2023년 1월 6일  |      |
| 3대  | 김희윤 기상 캐스터 | 2023년 1월 9일 ~ 2023년 1월 26일  |      |
| 임시 | 김다은 아나운서    | 2023년 1월 27일                   |      |
| 4대  | 가은혜 아나운서    | 2023년 1월 31일 ~ 2025년 5월 2일  |      |
| 5대  | 김다은 아나운서    | 2025년 5월 5일 ~ 현재             |      |

## 기상 캐스터
| 대수 | 진행자             | 진행 기간                          | 비고 |
| ---- | ------------------ | ---------------------------------- | ---- |
| 1대  | 정재경 기상 캐스터 | 2017년 일자 미상 ~ 2021년 2월 23일 |      |
| 임시 | 앵커 멘트          | 2021년 3월 1일 ~ 2021년 3월 12일   |      |
| 2대  | 김희윤 기상 캐스터 | 2021년 3월 15일 ~ 현재             |      |

## 경쟁 프로그램
- 930 MBC 뉴스 울산 (제주MBC TV)
- ubc 뉴스투데이 (ubc TV)